# Georg Grebenstein
Georg Grebenstein (* 16. Mai 1910 in Leipzig; † 24. April 1989 ebenda) war ein deutscher Wasserbauingenieur, Heimatforscher und Bodendenkmalpfleger.

## Leben
Grebenstein wurde als Sohn eines Schaltmeisters in Connewitz geboren. Nach seiner Lehre als Bauschlosser arbeitete er von 1935 bis 1945 als Kontrolleur im Erla-Maschinenwerk in Heiterblick. In Abendkursen bei den städtischen Technischen Lehranstalten qualifizierte sich Grebenstein zum Ingenieur weiter. 1945 wurde er Betriebsingenieur bei den Leipziger Stadtwerken, Abteilung Wasserversorgung und betreute sämtliche städtische Wasserwerke. Von 1965 bis zum Eintritt ins Rentenalter leitete er die Informations- und Dokumentationsstelle Forschungszentrum der Wasserwirtschaft bei den Wasserwerken.
In seiner Freizeit beschäftigte er sich ab 1930 mit Heimatgeschichte, wobei er sich zuerst mit Probstheida und der Geschichte der Wasserversorgung in Leipzig widmete. Er benutzte dazu hauptsächlich Primärquellen aus dem Stadtarchiv Leipzig, das er seit den 1950er Jahren immer wieder besuchte. Hinsichtlich der archäologischen Forschungen arbeitete er eng mit dem Archäologen Herbert Küas zusammen.
Die Ergebnisse seiner eigenen Forschungen verwendete er für öffentliche Vorträge, beispielsweise in der Fachgruppe Stadtgeschichte des Kulturbundes der DDR. Später ging er dazu über, daraus überarbeitete und ergänzte Typoskripte in wenigen Exemplaren zu vervielfältigen. Dazu zählen u. a. folgende:
- Geschichte der Wasserversorgung der Stadt Leipzig, 1961
- Ein Beitrag zur Entwicklung des städtischen Gesundheitswesens und zur Seuchengeschichte der Stadt Leipzig, 1975
- Eine Untersuchung der Standorte des ersten Leipziger Weichbildzeichen, 1981
- Die Leipziger Gewässer von der Jahrhundertwende bis zur Gegenwart, 1984
- Die Püchauer Mühlen, 1984[1]

Insgesamt entstanden zwischen 1930 und 1988 insgesamt 36 Typoskripte, größtenteils in Umfängen von Büchern und mit ausführlichen Quellenbelegen versehen. Außerdem fertigte er zahlreiche Fotografien sowie Karten und Pläne an.
Nur wenige seiner Beiträge ließ er in den Druck geben. Dazu zählten 1954 Die Feldensche Karte in Petermanns Geographische Mitteilungen oder ca. 40 Artikel in der Regionalzeitschrift Der Rundblick, beispielsweise über das Wasserwerk Canitz, die Floßordnung Grimma, die Wüstungen bei Thallwitz und den Großsteinberger See.
Gebenstein war verheiratet, hatte zwei Kinder und wohnte in Gohlis.
Die Zeitschrift Neue Ufer widmete ihm 1995 eine komplette Ausgabe, in der neben bio- und bibliografischen Informationen ausgewählte Texte Grebensteins publiziert wurden.

## Nachlass
Im Stadtarchiv Leipzig wird die von ihm angelegte Sammlung zur Leipziger Stadtgeschichte, vor allem zu Gewässern, Mühlen, zur Wasserversorgung und zum Gesundheitswesen im Zeitraum für das 17. bis zum 20. Jahrhundert verwaltet, die einen Umfang von mehr als zwei laufenden Metern besitzt. Ein weiterer Splitternachlass befindet sich im Archiv für Geographie des Leibniz-Instituts für Länderkunde (IfL) in Leipzig. Darüber hinaus befindet sich ein Teilnachlass im Sächsischen Staatsarchiv. Ausgewählte Typoskripte sind zudem u. a. im Stadtgeschichtlichen Museum Leipzig, an der Universität Leipzig oder im Naturkundemuseum Leipzig einsehbar.